# Curbridge (Oxfordshire)
Pour les articles homonymes, voir Curbridge.
Curbridge est une paroisse civile et un village de l'Oxfordshire, en Angleterre.